# 坂本花織
坂本花織（日语：／ Sakamoto Kaori */?，2000年4月9日—）是一名日本花式滑冰選手，出身於兵庫縣神戶市。2022年北京奧運會女子單人銅牌、團體銀牌得主。三届世界錦標賽冠军（2022～2024），2018四大洲锦标赛冠军，四屆日本冠军（2018、2021～2023）。
2017年坂本花織以黑馬之姿，在大獎賽系列表現亮眼，並以日本花式溜冰錦標賽第二名取得代表日本參加2018年平昌奧運資格，獲個人成績第六名，團體戰第五名，並於2018年底成為日本花式溜冰錦標賽冠軍。2021年底再獲日本花式溜冰錦標賽冠軍，獲選出戰2022北京冬奧會。其他重要成績包括2018四大洲錦標賽冠軍、2017年大獎賽美國站第二名、2017年世青賽第三名、2016年青年組大獎總決賽第三名。

## 生涯
為了準備2023-24花式滑冰賽季，坂本花織與編舞傑佛瑞·布特爾合作編排了她的短節目，並從日本醫療劇《金澤市兒童劇》的配樂中選擇了音樂《寶貝，上帝保佑你》。2023 年，坂本花織為了姪子和姪女，表示自己想專門為他們製作一個節目。至於自由滑，坂本連續第二年與瑪麗-弗朗西斯·杜布雷伊合作。對於該節目，坂本花織表示：「這是一檔我從未做過的爵士節目。我以前也做過成熟的歌曲，但這是我以前從未做過的類型，而且有點性感。我覺得這是我這個年齡可以做的歌曲。我很期待看到它會受到怎樣的歡迎。」2024年夏天，她還與已退役的美國冰舞運動員扎卡里·多諾霍（Zachary Donohue）一起滑冰。
坂本在賽季開始時出現在挑戰者巡迴賽上，並在2023年加拿大秋季國際經典賽上獲得金牌。在2023年日本公開賽上，她以149.59分的成績獲得女子自由滑第一名，幫助日本隊奪得金牌。
坂本花織首次參加加拿大國際滑冰錦標賽，並以此拉開了大獎賽的序幕，她贏得了比賽的兩個部分，以25分的優勢擊敗銀牌得主韓國金彩然，奪得金牌。坂本花織憑藉151分的自由滑成績，自己評論「我很少能在國際比賽中滑得這麼好」。她還贏得了2023年埃斯波大獎賽冠軍，這次她以正好15分的優勢擊敗了同為日本選手的住吉りをん。她說：“我希望在滑冰過程中不犯任何重大錯誤並取得勝利，而我做到了。希望這能讓我再次在大獎賽決賽中獲得第一名。”
坂本花織在2024年蒙特婁世界錦標賽上，她在短節目中名列第四，但表現有些不穩定，三週勾手跳落地時不太穩，步法接續也出現了失誤。她對這次演出失望，並指出「接二連三地出現很多錯誤」。儘管如此，她僅落後第三名李海仁0.26分，落後領先者盧娜·亨德里克斯3.69分。坂本花織在自由滑比賽中奮起直追，以較大優勢奪得該項目第一，擊敗銀牌得主伊薩博·萊維托和銅牌得主金彩然，奪得金牌。她的勝利標誌著56年來女子單人滑運動員首次連續三次奪得世界冠軍。回顧自己的表現，坂本說：「今天我能夠冷靜下來。我能夠集中精力，一個接一個地完成我的動作，我對這個結果很滿意。」

### 圖集

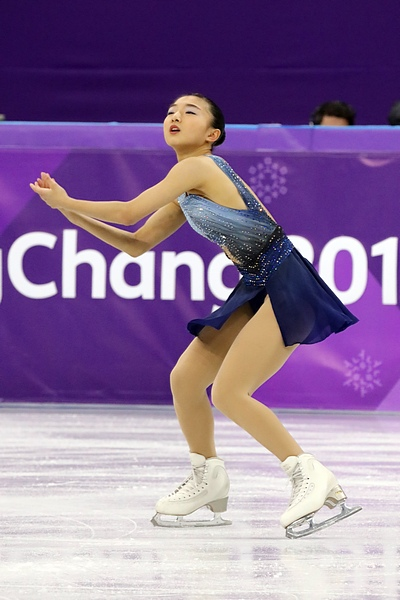
參加2018平昌奧運會獲第六名，圖為演出短節目貝多芬的月光奏鳴曲
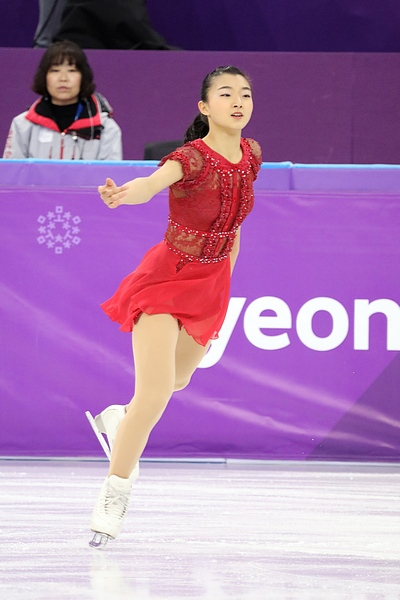
2018平昌奧運會演出自由滑《艾蜜莉的異想世界》
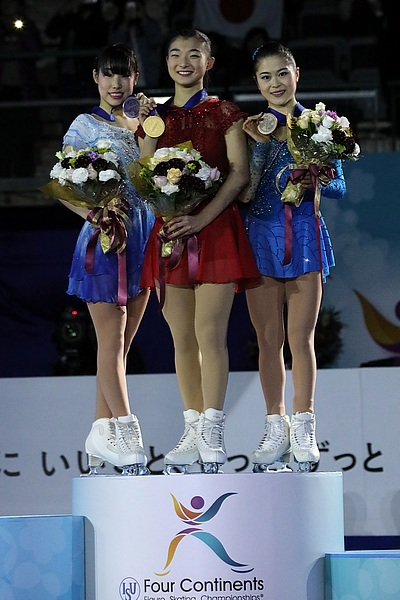
2018四大洲錦標賽金牌
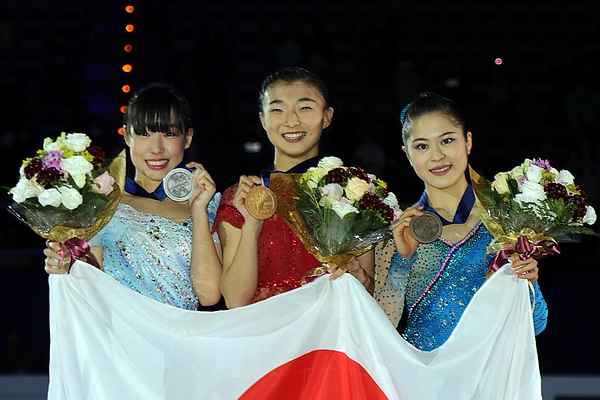
2018四大洲錦標賽金牌
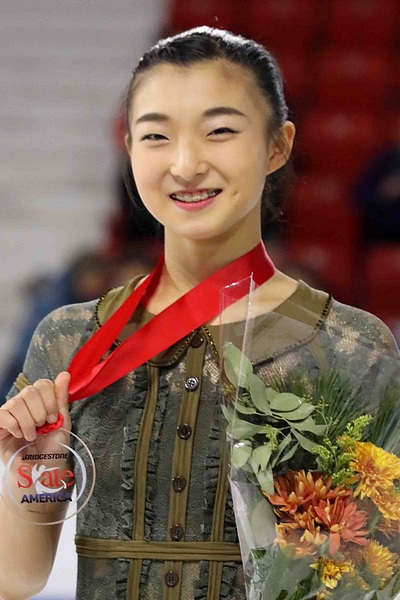
獲2017年大獎賽美國站銀牌
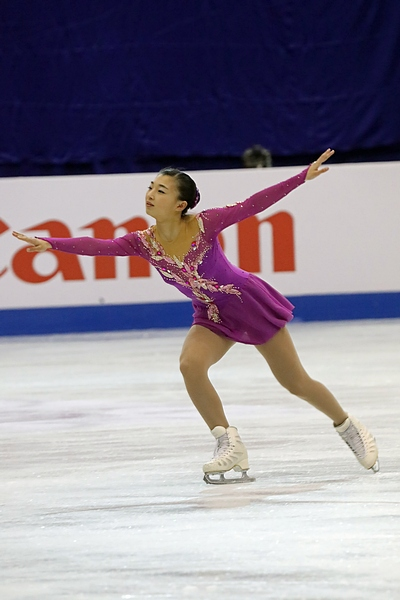
2017年世青賽
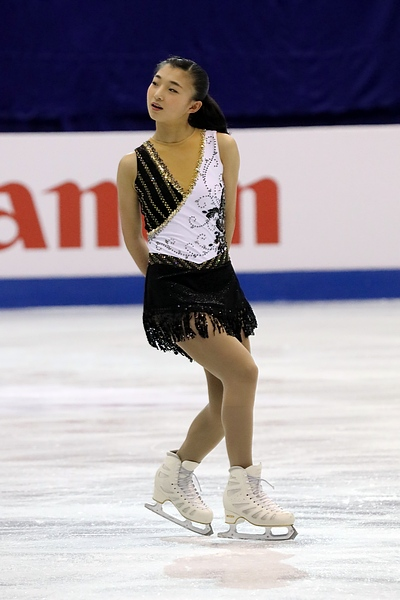
2017年世青賽
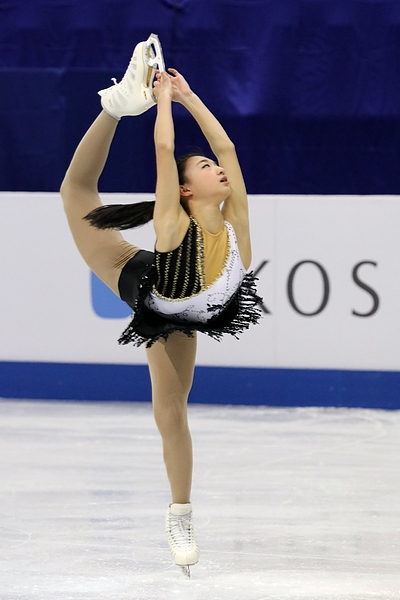
2017年世青賽
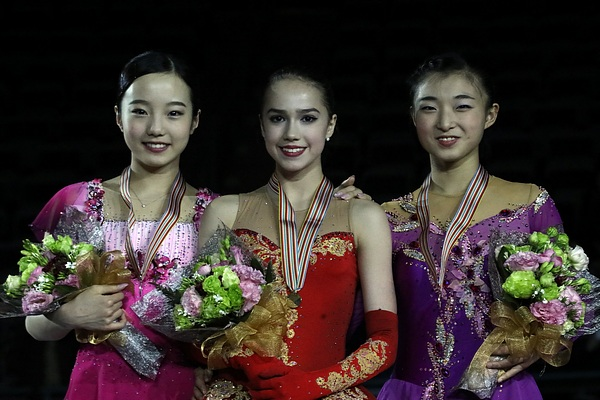
2017年世青賽銅牌
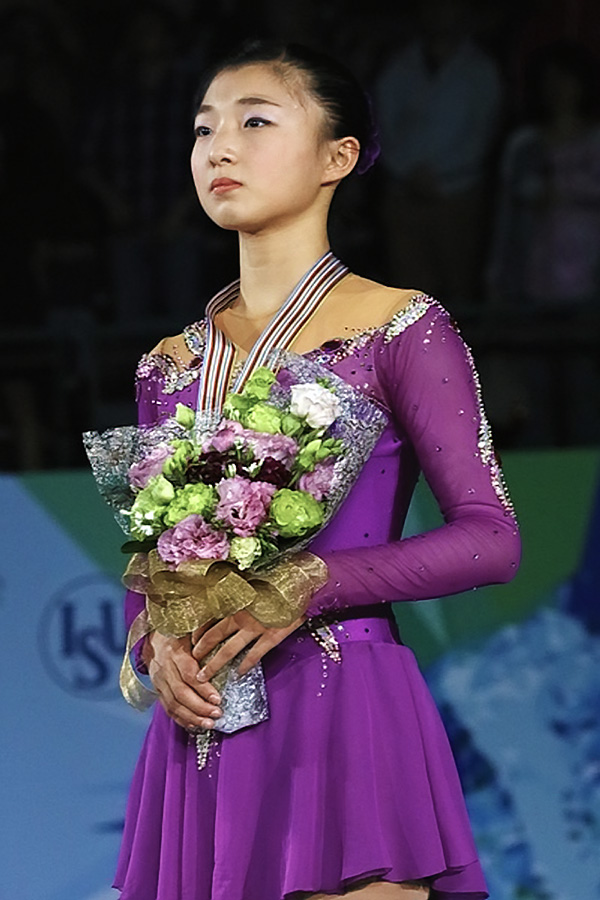
2017年世青賽銅牌
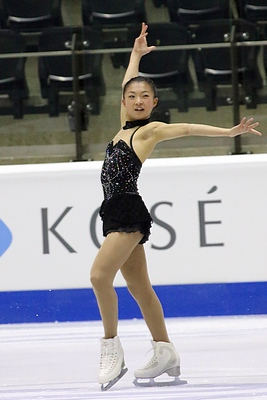
2015年世青賽第六名
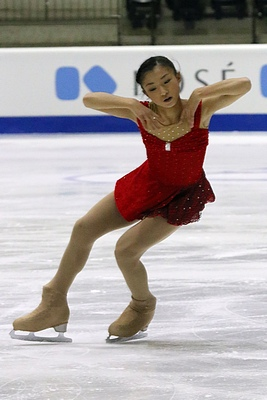
2015年世青賽
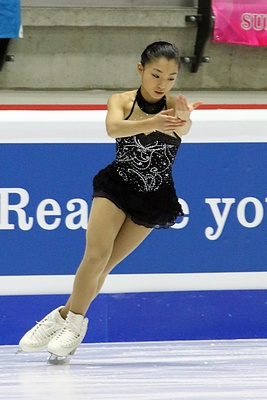
2015年世青賽

## 外部連結
- 坂本花織在国际滑冰联盟的页面
- 日本スケート連盟による強化紹介 - 坂本 花織 （日語）